# Coutarnoux
Coutarnoux település Franciaországban, Yonne megyében. Lakosainak száma 131 fő (2022. január 1.). Coutarnoux Massangis, Dissangis, Sainte-Colombe és Joux-la-Ville községekkel határos.

## Népesség
A település népességének változása:
| Lakosok száma | 138  | 146  | 149  | 141  | 138  | 137  | 138  | 138  | 131  |
|               | 2013 | 2015 | 2016 | 2017 | 2018 | 2019 | 2020 | 2021 | 2022 |